# آدم دروري
آدم دروري (بالإنجليزية: Adam Drury)‏ هو لاعب كرة قدم بريطاني، ولد في 9 سبتمبر 1993 في غريمسبي ‏ في المملكة المتحدة. لعب مع مانشستر سيتي ونادي بريستول روفيرز ونادي بيرتن ألبيون ونادي سانت ميرين.

## وصلات خارجية
- آدم دروري على موقع قاعدة بيانات كرة القدم.إي يو (الإنجليزية)
- آدم دروري على موقع Soccerbase.com (لاعب) (الإنجليزية)
- آدم دروري على موقع Soccerway.com (الإنجليزية)